# Stanisław Mielnicki
Stanisław Marian Mielnicki (ur. 25 marca 1898 w Bielsku, zm. 3 maja 1969 w Krakowie) – polski inżynier architekt, wykładowca i profesor zwyczajny Politechniki Krakowskiej.

## Życiorys
Studiował na Wydziale Architektury Politechniki Lwowskiej, równocześnie od 1923 pracował zawodowo jako kierownik budowy banku w Żywcu. Od 1924 rozpoczął pracę wykładowcy, początkowo we Lwowie, a następnie w Katowicach, Tarnowie i Bytomiu. Po obronie dyplomu w 1926 rozpoczął pracę architekta, zaprojektował liczne obiekty szkolne, internaty, sanatoria, pensjonaty, domy mieszkalne oraz obiekty infrastruktury kolejowej. W 1946 zamieszkał we Wrocławiu i rozpoczął pracę na Wydziale Budownictwa Politechniki Wrocławskiej, kierował Katedrą Budownictwa Ogólnego, w 1949 katedra weszła w strukturę Wydziału Architektury. Rok później uzyskał tytuł profesora nadzwyczajnego, od 1953 przez dwie kadencje był dziekanem Wydziału Architektury, przewodniczył Społecznej Komisji Budowy Domów Studenckich we Wrocławiu. Równolegle do pracy dydaktycznej pracował nad projektami renowacji zabytków na terenie Dolnego Śląska m.in. w Brzegu, Nysie, Wrocławiu, Świdnicy i Złotoryi. 
Na zaproszenie prof. rektora Bronisława Kopycińskiego z Politechniki Krakowskiej im. Tadeusza Kościuszki w 1957 przeprowadził się do Krakowa i rozpoczął pracę na Wydziale Budownictwa Politechniki Krakowskiej. W 1963 został profesorem zwyczajnym. Kierownik Katedry Budownictwa Ogólnego na Wydziale Budownictwa Lądowego Politechniki Krakowskiej (1956–1968). W 1968 przeszedł na emeryturę.
Członek Stowarzyszenia Architektów na Śląsku (przed 1934). Pierwszy Prezes ZO SARP O. Katowice (1934).
Członek Sekcji Budownictwa i Architektury PAN. Członek Rady Naukowej Centralnego Zarządu Przemysłu Kamienia Budowlanego. Przewodniczący Rady Naukowej Zespołu Rzeczoznawców PZITB. Członek Rady Naukowej Instytutu Budownictwa Politechniki Krakowskiej.
Poślubił Jadwigę z Dydusiaków i mieli syna, Andrzeja.
Stanisław Mielnicki zmarł w Krakowie w 1969 r. i został pochowany na Cmentarzu Świętej Rodziny we Wrocławiu.

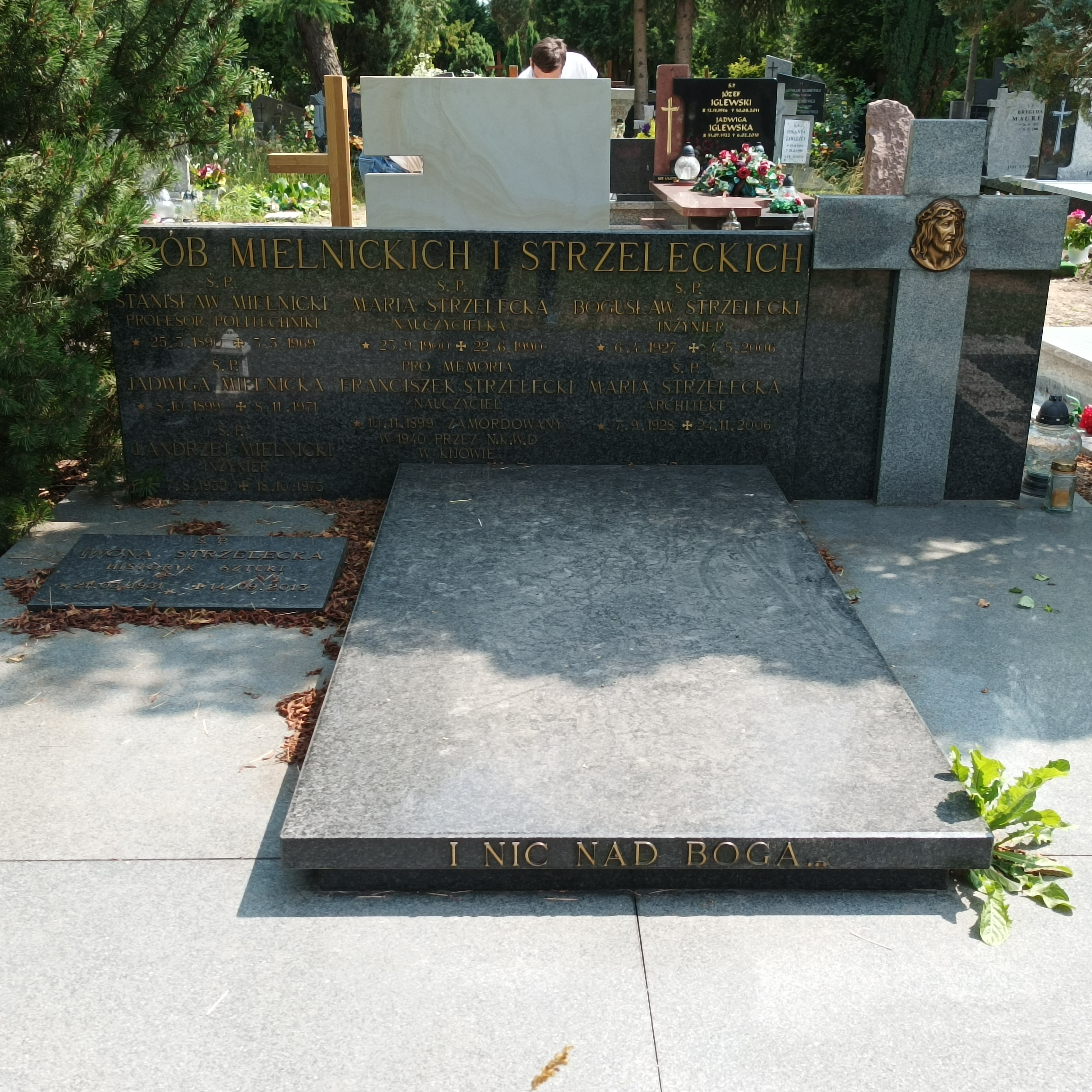
Grób prof. Stanisława Mielnickiego na Cmentarzu Świętej Rodziny

## Publikacje
- Materiały budowlane (1938)
- Ustroje budowlane, Spółdzielnia Wydawnicza „Meta”, Katowice, 1947

## Odznaczenia
- Krzyż Kawalerski Orderu Odrodzenia Polski
- Złoty Krzyż Zasługi;
- Medal 10-lecia Polski Ludowej;
- Medal Pamiątkowy Politechniki Krakowskiej;
- Odznaka Honorowa Politechniki Krakowskiej.

W dzielnicy Wapienica w Bielsku jest ulica im. ,,Stanisława Mielnickiego".